# 锡利亚佩尔拉塔
锡利亚佩尔拉塔（西班牙語：Cillaperlata）是西班牙卡斯蒂利亚-莱昂布尔戈斯省的一个市镇。总面积17平方公里，总人口55人（2001年），人口密度3人/平方公里。